# Haldensleber Roland

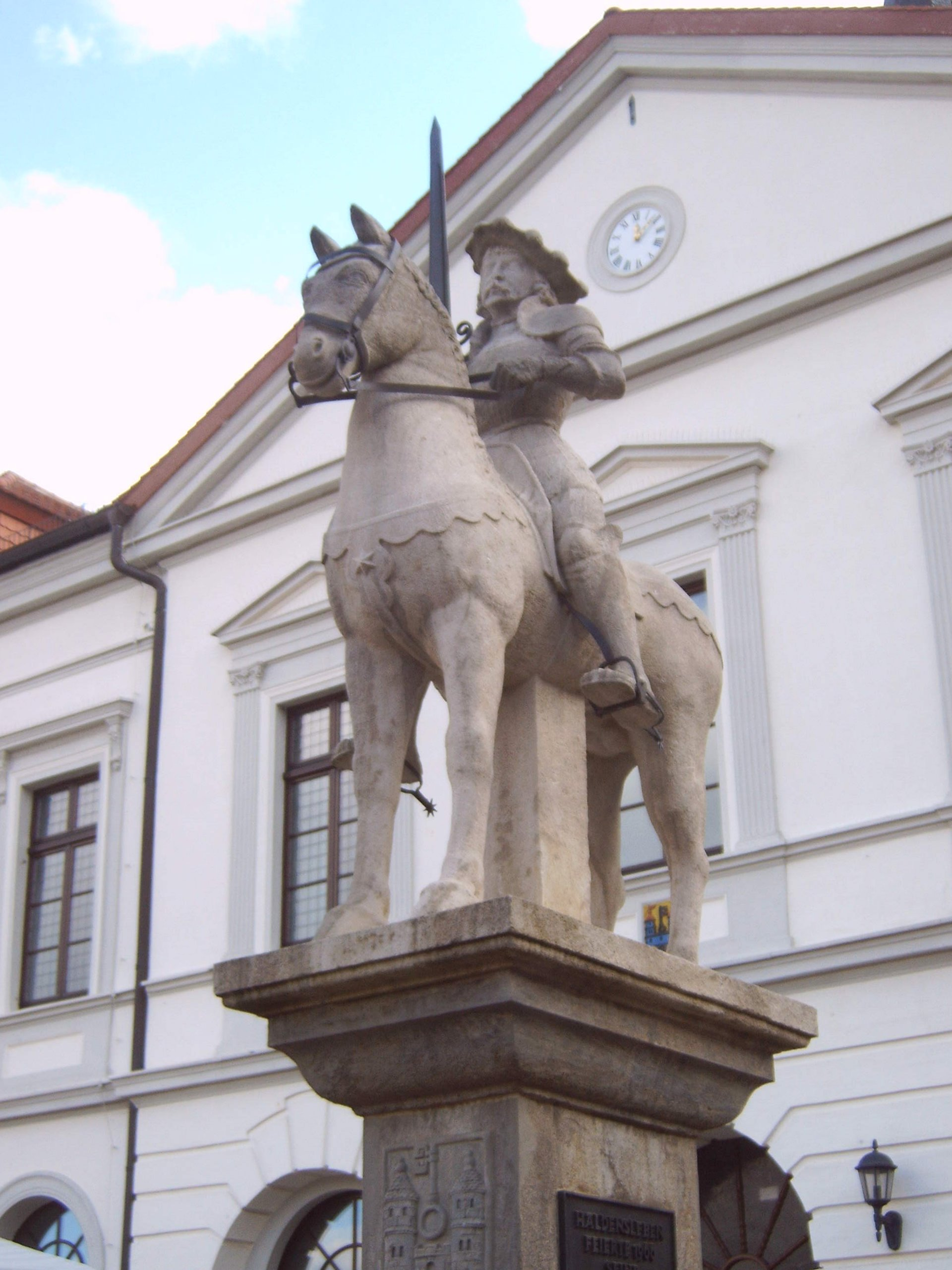
Haldensleber Roland – im Hintergrund das Rathaus

Der Haldensleber Roland ist das Rolandstandbild der Stadt Haldensleben.
Es befindet sich vor dem Rathaus der Stadt und ist der einzige reitende Roland in Europa. Damit gilt er als Schaffenshöhepunkt in der Rolandbildnerei. Ursprünglich war das Standbild zudem auch noch drehbar. Es stellt ein Symbol städtischer Rechte dar.
1419 wurde die stehende Rolandfigur erstmals in den Stadtbüchern von Haldensleben erwähnt. Es gibt Berichte, wonach die Figur zunächst einige Jahre in Hehlingen (heute Stadtteil von Wolfsburg) stand und dann nach Haldensleben entführt wurde. Die Figur ging später unter und wurde 1528, möglicherweise im Zusammenhang mit dem Marktprivileg von 1526, durch einen steinernen reitenden Nachfolger ersetzt. 1927/28 wurde der von der Witterung arg beanspruchte Reiter durch eine originalgetreue Replik aus badischem Kalkstein in einer Größe von 2,40 m ersetzt. Bildhauer war ein Schmidt aus Halle. Das Original hat seitdem seinen Platz im städtischen Museum. Harnisch und Barett des Standbildes sind im Stil der Renaissance gestaltet.
Es wird angenommen, dass man sich einst am Magdeburger Reiter orientierte. Direktes Vorbild waren wohl aber eher die damals zeitgemäßen Darstellungen Maximilians I.
Das Schiff Haldenslebener Roland wurde nach ihm benannt.